# Municipalità distrettuale di Umgungundlovu
La municipalità distrettuale di Umgungundlovu (in inglese Umgungundlovu District Municipality) è un distretto della provincia di KwaZulu-Natal e il suo codice di distretto è DC22.
La sede amministrativa e legislativa è la città di Pietermaritzburg e il suo territorio si estende su una superficie di 8.941 km².

## Geografia fisica

### Confini
La municipalità distrettuale di Umgungundlovu confina a nord con quelle di Uthukela e Umzinyathi, a est con quella di iLembe e il municipio metropolitano di Ethekwini, a sud con quello di Ugu, a sud e a ovest con quello di Municipalità distrettuale di Harry GwalaHarry Gwala.

### Suddivisione amministrativa
Il distretto è suddiviso in 7 municipalità locali:
- Impendle
- Mkhambathini
- Mpofana
- Msunduzi
- Richmond
- uMngeni
- uMshwathi